# Xylodon australis
Xylodon australis är en svampart som först beskrevs av Miles Joseph Berkeley, och fick sitt nu gällande namn av Hjortstam & Ryvarden 2007. Xylodon australis ingår i släktet Xylodon och familjen Schizoporaceae.   Inga underarter finns listade i Catalogue of Life.